# Carré Hermès
ne pas confondre avec Carré de soie dans le département du Rhône

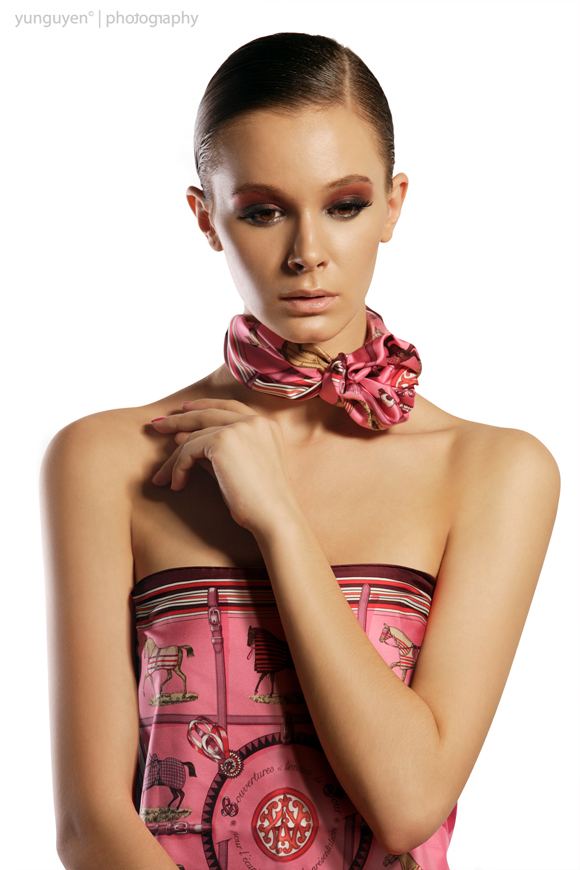
Mannequin portant un foulard Hermès (Design Jacques Eudel, 1974).

Le carré Hermès est un foulard en soie de forme carrée, emblématique de la maison française Hermès. Lancé en 1937, il est devenu un classique et une icône de la marque, parfois qualifié, selon les sources, d'intemporel et de transgénérationnel, voire de mythique. Ce foulard, tout comme le sac Kelly, la couleur orange propre à la marque, ou la calèche du logo, illustre et personnifie la société Hermès.
Son origine remonte au mouchoir au XIXe siècle, époque à laquelle l'accessoire est utilisé autrement que pour de simples raisons d'hygiène, comme dans le cadre militaire par exemple. C'est Robert Dumas, alors dirigeant d'Hermès, qui l'introduit au sein de la maison comme accessoire de mode dans les années 1930. C'est en 1937 que naît le premier carré Hermès, dont l'illustration est inspirée d'un jeu populaire et des transports publics parisiens. Les carrés d'Hermès ont depuis été produits avec des milliers de dessins différents. En 2020, Hermès a introduit une innovation permettant d'imprimer des dessins différents sur les deux faces d'un carré.

## Historique

### Origines

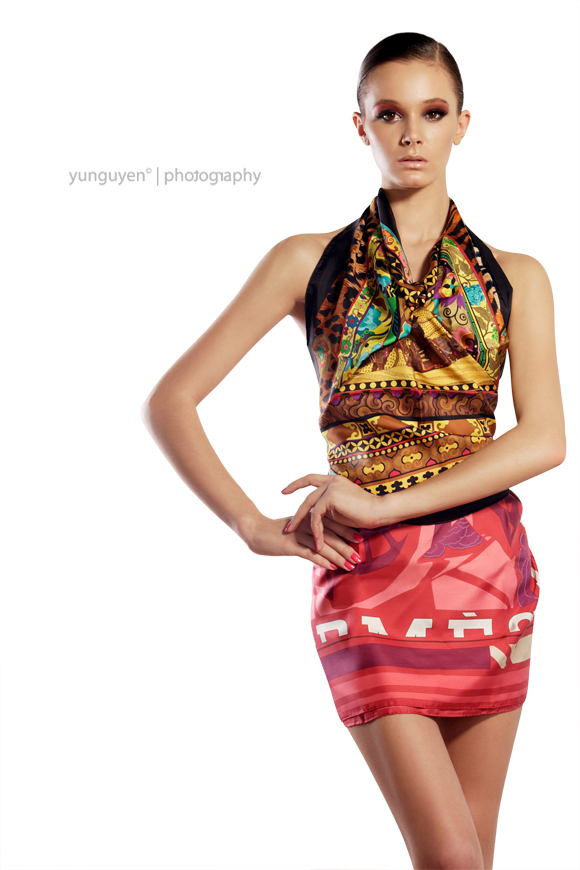
Modèle habillé de deux carrés Hermès.

À l'origine du carré de soie se trouve le mouchoir, qui devient plus qu'un simple objet d'hygiène à partir du XIXe siècle. Le mouchoir de cou, qui se rapproche du foulard, et le mouchoir imprimé deviennent des accessoire de mode. Ils peuvent aussi avoir d'autres usages, comme dans l'armée, où les soldats sont alors dotés de mouchoirs militaires d'instructions imprimés. Sur ceux-ci se trouvent des motifs militaires, voire des instructions illustrées, pour les combattants analphabètes. Au début de la Première Guerre mondiale, les motifs imprimés sur le mouchoir de cou changent, y compris pour les femmes, et prennent une inspiration militaire ou tout du moins masculine. Alors que les manuels d'instruction militaire sont rendus obligatoires à partir de 1937 et que le mouchoir disparaît peu à peu, les soldats étant censés savoir lire, Hermès reprend l'idée d'en faire un accessoire de mode.
Tout juste un siècle après la création de la société par Thierry Hermès, Robert Dumas, son directeur, a l'idée d'un foulard imprimé façonné à partir de la soie des tenues des jockeys, le twill. C'est ainsi que naît le premier carré Hermès. Celui-ci porte le nom de Jeu des omnibus et Dames blanches, inspiré d'une sorte de jeu de l'oie très populaire à l'époque, mais réalisé en hommage à la première ligne de transports publics à Paris. Hermès donne le nom de « papillon » à chaque petit carré de soie, car il faut pour confectionner chacun l'ensemble des œufs pondus par le ver à soie dans une vie, soit quatre cent cinquante kilomètres de soie,.

### Histoire récente
En 2006, Bali Barret prend la direction artistique de la soie féminine chez Hermès. Elle fusionne les collections modernes ou plus anciennes et entreprend un travail de communication pour bousculer l'image statutaire du carré. Le nombre de ventes grandit alors, ce qui pousse Pierre-Alexis Dumas à confier à Bali Barret la direction artistique de l'ensemble de l'univers féminin chez Hermès. En 2010, la Maison Hermès publie sur son site internet et distribue un jeu de cartes intitulé « Cartes à nouer » contenant une unique règle « Jouez avec votre Carré Hermès » et des exemples pour savoir nouer ce foulard. Les carrés Hermès sont connus comme les autres produits de l'entreprise pour leur qualité et leur durée de vie. C'est pour appuyer cette réputation qu'Hermès lance en 2017 le Hermèsmatic, un concept store éphémère sous forme de laverie automatique, qui permet aux possesseurs d'un carré de venir le faire restaurer et nettoyer gratuitement.
L'année suivante, les ventes des carrés Hermès s'élèvent à 537 millions d'euros et constituent 9 % du chiffre d'affaires d'Hermès International. En 2020, une innovation technique, tenue secrète par Hermès, permet d'imprimer des carrés avec un dessin et des couleurs différentes sur le recto et le verso du foulard, en double-face. L'impression se fait via une machine spécialement conçue l'occasion, qu'il a fallu cinq ans pour mettre au point. C'est aussi cette année-là que Cécile Pesce, entrée dans la maison dix-huit ans plus tôt, prend la tête du département de la soie féminine chez Hermès, après le départ de Bali Barret. Depuis 1937 date de sa création, plus de 2 000 motifs sérigraphiés différents ont été édités. Il se vend un exemplaire du carré Hermès toutes les 30 minutes dans le monde.

## Conception
Le processus de création d'un foulard Hermès débute par un croquis, pouvant être l'œuvre d'un collaborateur, d'artistes renommés dans des domaines divers comme le graphiste Cassandre ou le dessinateur Sempé, ou même d'un talent méconnu. Hermès produit en effet ponctuellement des carrés à partir de dessins réalisés par des amateurs. Par exemple, un postier texan a vu son dessin d'un Amérindien, Pani La Shar Pawnee, devenir très populaire, tandis qu'un écolier soudanais a conçu Smiles in Third Millenary, et a par la suite créé cinq autres modèles. Depuis le premier modèle de 1937, Jeu des Omnibus et Dames blanches, plus de deux mille designs ont été créés, avec de nombreuses rééditions. Les illustrations peuvent être modifiées, colorisées différemment, puis rééditées au cours des années. Afin de renouveler les artistes, l'entreprise lance Le Grand Prix du Carré Hermès en 2019, récompensant des créateur internationaux.
Une fois le croquis approuvé, il est envoyé à Lyon où il est décomposé sur des feuilles transparentes sur des tables lumineuses, chaque couleur ayant son propre calque. Il peut y avoir jusqu'à quarante calques pour un seul dessin. Ils sont ensuite utilisés pour préparer des cadres de gaze pour l'impression, avec des teintures développées par des coloristes. Leur laboratoire, surnommé "la cuisine des couleurs", est le lieu où les pigments et les teintes sont sélectionnés parmi un nuancier de soixante-quinze mille couleurs. Les couleurs sont appliquées sur les cadres de gaze correspondants et transférées sur la soie étendue sur une table d'impression de 150 mètres. Viennent ensuite les étapes de finition : bain de vapeur, lavage, rinçage, coupe et ourlets faits à la main. Les carrés sont ensuite envoyés aux ateliers Gandit, à Bourgoin-Jallieu dans l'Isère, uniques en France et rachetés par Hermès au début des années 2000. Là, ils sont coupés à plats puis remis à une trentaine de roulotteuses, chargées de rouler le contour des foulards à 15 millimètres de bord qu'elles coulent avec un dernier fil de soie.
La réalisation d'un foulard nécessite environ 140 étapes distinctes et entre 500 à 800 heures de travail, voire jusqu'à 2 000 heures pour certains modèles complexes comme Jardins secrets ou Sieste au Paradis. C'est la raison pour laquelle il peut s'écouler deux années entre le début de la conception d'un carré et sa mise en boutique. Les carrés nécessitent environ 450 km de soie, soit l'équivalent de 300 cocons de vers à soie. Jusqu'à quarante personnes peuvent travailler sur le même carré. Chaque exemplaire est archivé dans la « carréothèque » de la maison Hermès. Bien que traditionnellement aux dimensions de 90 cm de côté, plus récemment une collection, destinée également aux hommes, intitulée Carré 70 de 70 cm a été éditée pour les 70 ans du carré en 2007. Une version plus fine et raccourcie, le Twilly, fait son apparition au début des années 2000. Il existe d'autres déclinaisons aussi de tailles différentes, de 45 cm à 140 cm, et parfois en triangle ou losange. Ainsi, Hermès décline en étole moderne de grand format, tel un paréo, ce célèbre carré de soie.

## Styles et usages
Signe d’élégance et de distinction, le carré Hermès symbolise pour certains le savoir-faire français. C'est à ce titre qu'il fait régulièrement partie de la liste des cadeaux diplomatiques offerts par les dirigeants français à des dirigeants étrangers. Un carré a ainsi été offert en 2003 par Jacques Chirac à Laura Bush ou en 2011 par Alain Juppé, alors ministre des Affaires étrangères, à son homologue américaine Hillary Clinton. De personnalités comme Jacqueline Kennedy-Onassis avec son modèle fétiche Astrologie, Élisabeth II, Brigitte Bardot, Madonna ou Romy Schneider sont portent régulièrement des carrés Hermès.
Pour sa première collection chez Hermès en 2004, Jean Paul Gaultier, remplaçant Martin Margiela, imbrique des carrés dans ses créations. Le peintre Josef Albers a eu l'honneur posthume en 2008 d'avoir six de ses œuvres reproduites sur des carrés Hermès. Six foulards mêlant différents motifs sont réalisés pour le grand magasin Liberty de Londres fin 2009. Rei Kawakubo signe deux collections minimalistes de onze carrés au total, fin 2012.
Certaines illustrations voient leur commercialisation très réduite, avec des éditions de quelques unités. Le modèle le plus vendu est Brides de gala, datant à l'origine de 1957et réédité depuis en plus de 70 couleurs,. Les modèles les plus recherchés sont ceux des années 1940. Le carré de soie se porte généralement autour du cou ou pour tenir les cheveux, mais peut également être utilisé comme ceinture, noué autour de l'anse d'un sac, au poignet, ou autour de la cheville ainsi que noué à la chaussure.

## Dans la culture populaire
Comme les sacs Kelly et Birkin également conçus par Hermès, la renommée du carré Hermès en fait un accessoire souvent utilisé au cinéma et à la télévision. Il apparaît par exemple dans Le Diable s’habille en Prada en 2006, lorsque Miranda Priestly envoie son assistante acheter par lots des carrés Hermès entièrement blancs. Il apparaît également dans Le Mariage de mon meilleur ami, réalisé par Paul John Hogan en 1997, où il est porté par Cameron Diaz.